# 라이프치히구

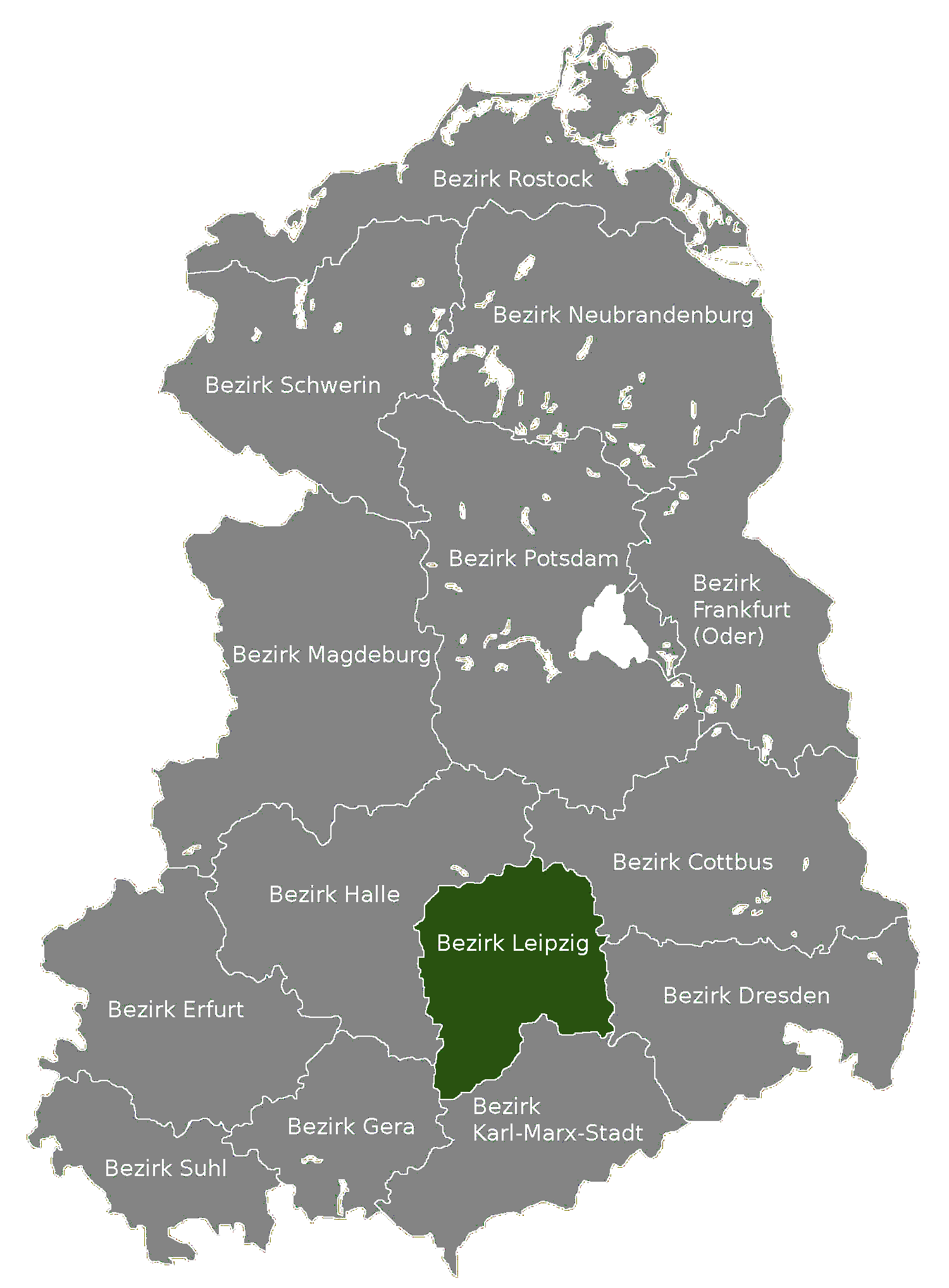
라이프치히 구의 위치

라이프치히구(독일어: Bezirk Leipzig)는 과거 동독(독일 민주 공화국)에 존재했던 14개 구 가운데 하나로 구청 소재지는 라이프치히였다.

## 행정 구역 정보
- 구청 소재지: 라이프치히
- 면적: 4,996km2
- 인구: 1,360,900명 (1989년 당시 기준)
- 인구 밀도: 270명/km2
- 차량 번호판 코드: S, U
- 하위 행정 구역: 12개 군, 1개 시

## 역사
1952년 7월 25일에 시행된 행정 구역 개편 당시에 폐지된 주를 대신하여 신설된 14개 구 가운데 하나였다. 1990년 동서독 통일 당시에 작센 주에 편입되었다.

## 지리
동독 남부에 위치한 구였으며 서쪽과 북서쪽으로는 할레 구, 남동쪽으로는 콧부스 구, 동쪽으로는 드레스덴 구, 남쪽으로는 카를마르크스슈타트 구, 남서쪽으로는 게라 구와 접하고 있었다.

### 하위 행정 구역
- 12개 군(Landkreise): 알텐부르크 군(Altenburg), 보르나 군(Borna), 델리치 군(Delitzsch), 되벨른 군(Döbeln), 아일렌부르크 군(Eilenburg), 가이타인 군(Geithain), 그리마 군(Grimma), 라이프치히란트 군(Leipzig-Land), 오샤츠 군(Oschatz), 슈묄른 군(Schmölln), 토르가우 군(Torgau), 부르첸 군(Wurzen)
- 1개 시(Stadtkreise): 라이프치히 시(Leipzig)

## 같이 보기
- 라이프치히현
- 동독의 행정 구역
- 드레스덴구
- 카를마르크스슈타트구